# Alfredo Alcala
Alfredo Alcala   (Talisay, 23 d'agost de 1925 - Los Angeles, 8 d'abril de 2000) va ser un artista de còmic filipí. Alcala va ser un il·lustrador consolidat les obres del qual van aparèixer a Alcala Komix Magasin. La seva creació de Voltar el 1963 el va presentar a un públic internacional, particularment als Estats Units. Alcala va obtenir premis de ciència-ficció a principis dels anys setanta.

## Biografia
L'interès de tota la vida d'Alfredo Alcala pels còmics va començar des de la infància. Va deixar els estudis quan era adolescent per seguir una carrera artística, inicialment com a pintor de signes i artista comercial. Posteriorment, va treballar en una ferreteria, dissenyant làmpades i mobles per a la llar, així com un púlpit de l'església. Durant l'ocupació japonesa de les Filipines a la Segona Guerra Mundial, va dibuixar imatges reveladores del seu equipament i posició per a les forces americanes.
Inspirat per l'obra de Lou Fine i d'altres dibuixants, Alcala va començar la seva carrera de còmic a l'octubre de 1948, començant amb una il·lustració a Bituin Komiks (Star Comics). A finals d'any dibuixava per a Ace Publications, l'empresa editorial més gran de les Filipines. Ace va ser l'editor de quatre títols (Filipik Komiks, Tagalog Klassiks, Espesial Komiks i Hiwaga Komiks), amb cadascun presentant els seus treballs. Ukala (1950) va ser un dels seus primers còmics importants.
Tot i que la seva carrera es va expandir ràpidament, Alcala mai no va utilitzar assistents per completar el seu treball. Va dir: "D'alguna manera, vaig sentir que en el moment en què deixes que algú altre tingui un cop de mà en la teva feina, passi el que passi, ja no ets tu. És com anar en una bicicleta construïda per a dos".
Finalment es va convertir en una estrella de l'escena del còmic filipí, tan famosa que una publicació periòdica portava el seu nom, Alcala Komiks Magasin. El 1963 va crear el còmic Voltar, el personatge titular del qual va ser anterior a la interpretació de Frazetta de Conan el bàrbar, que tenia una gran semblança. Voltar es va convertir en un èxit premiat a casa i, finalment, a l'estranger. L'estil artístic madur d'Alcala reflectia el seu interès per les xilografies i gravats del mestre renaixentista Albrecht Dürer i pels dibuixos de l'il·lustrador australià Walter Jardine i l'il·lustrador nord-americà Franklin Booth que tenien l'aspecte dels gravats. També ha citat l'obra de l'artista britànic Frank Brangwyn com a influència important.
El seu company dibuixant Tony DeZuniga va ser el primer artista filipí que es va traslladar als Estats Units per treballar a DC Comics el 1970, seguit de Nestor Redondo i Gerry Talaoc. El 1971 Alcala va començar una dècada de treball tant per a DC com per a Marvel Comics sobre títols de terror i fantasia, finalment es va traslladar a la ciutat de Nova York el 1976. Va ser un dels artistes de la llicència de la sèrie de pel·lícules El planeta dels simis i també va ajudar a reclutar a prometedors artistes filipins com Alex Niño als editors dels Estats Units. El 1975, Alcala i l'escriptor Jack Oleck van crear Kong the Untamed per a DC Comics. Més tard aquell mateix any, Alcala va dibuixar Marvel Treasury of Oz, una adaptació de còmics de La meravellosa terra d'Oz. Alcala es va unir a Warren Publishing el 1977 i va dibuixar 39 històries per a aquesta editorial del 1977 al 1981. La seva sèrie Voltar va ser reimpresa en els números 2-9 de The Rook. Alcala va executar 12 historietes de cinc panells per a la revista masculina Adam. La tira, Terra O'Hara, va ser escrita per Donald (Don) F. Glut i va aparèixer en 12 números successius d'Adam des de desembre de 1979 fins a novembre de 1980. A principis dels anys vuitanta va dibuixar a llapis la tira de periòdics Star Wars i va entintar còmics com Conan el bàrbar sobre els llapis de John Buscema i els llapis de Don Newton a Batman.
Amb el fracàs dels títols de terror de DC i Warren als anys vuitanta, molts dels col·laboradors filipins van recórrer al camp de l'animació a Califòrnia, i als anys noranta Alcala va seguir el seu exemple. També va il·lustrar la novel·la Daddy Cool escrita per Donald Goines. El seu darrer treball en còmics va ser per a The Big Book of Thugs de Paradox Press el 1996.
El 8 d'abril de 2000, Alcala va morir de càncer al sud de Califòrnia. Li va sobreviure la seva dona Lita i dos fills, Christian Voltar i Alfred Jr.

## Premis
Alcala va rebre un Inkpot Award el 1977.